# سیارک ۳۷۷۹
سیارک ۳۷۷۹ (به انگلیسی: 3779 Kieffer، نامگذاری:1985JV1) سه هزار و هفتصد و هفتاد و نهمین سیارک کشف شده‌است که در ۱۳ مه ۱۹۸۵ کشف شد.
قدر مطلق سیارک برابر ۱۱٫۴۰ است.